# 무쓰 무네미쓰
무쓰 무네미쓰(일본어: 陸奥 宗光, 1844년 8월 20일 ~ 1897년 8월 24일)는 기슈 번사, 일본 제국의 정치인, 외교관이다. 외무대신으로서 불평등 조약 개정에 활발히 참여했다. 막말까지의 통칭은 요노스케(陽之助).

## 경력

### 성장 과정
1844년 8월 20일 기슈 번사 다테 지히로의 6남으로 태어난다. 아명은 우시마로(牛麿). 생가는 다테 소동으로 알려진 다테 마사무네의 막내아들 무네카쓰의 후손으로 전해지지만, 실제는 오래전에 무쓰 다테 가(陸奥伊達家)에서 분가한 스루가 다테 가(駿河伊達家)의 자손. 다테 고지로(伊達小次郎), 무쓰 요노스케(陸奥陽之助)라고도 부른다. 국학자, 역사가로 알려진 아버지의 영향으로 존황양이사상을 가지게 된다. 아버지는 기슈 번을 섬겨 재정을 재건한 중신이었지만, 무네미쓰가 8살이었던 1852년 당시 번 내의 정치 다툼으로 인해 실각, 일가는 궁핍한 생활을 하였다.

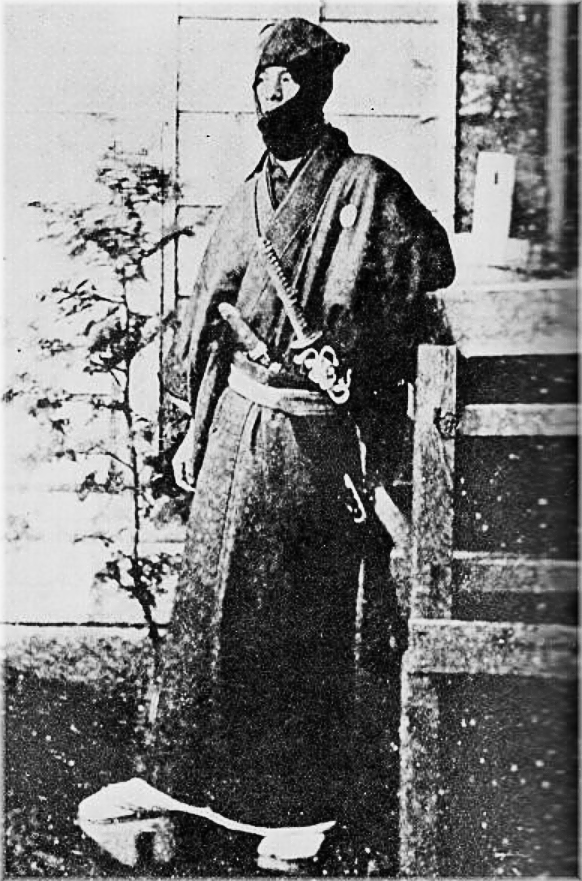
젊은 시절의 무쓰 무네미쓰

### 막말
1858년(안세이 5년) 에도로 나와 야스이 솟켄, 미즈모토 세이비에게 배워, 도사번의 사카모토 료마, 조슈번의 가쓰라 고고로, 이토 슌스케 등의 지사와 교류를 쌓게된다.
1863년(분큐 3년)가쓰 가이슈의 고베 해군 조련소에 들어가, 1867년(게이오 3년]])에는 사카모토 료마의 가이엔타이에 참가하는 등 시종 사카모토와 행동을 같이하였다. 가쓰 가이슈와 사카모토에게서 인정받은 무쓰는, 그 재간을 발휘하여, 사카모토로부터 “(칼을) 두 자루 차지 않아도 먹고 살 수 있는 사람은 나와 무쓰뿐이다.”라고 말할 정도라 한다.
료마가 암살된 후, 기슈 번 무사 미우라 야스시를 암살사건의 배후라 생각하여, 가이엔타이의 동지 15명과 같이 그의 체재하고 있는 덴마야를 습격하는 사건(덴마야 사건)을 일으켰다.

### 유신 후
메이지 유신후에는 외국 사무국 어용계(御用係)(1868년), 효고현지사(1869년), 가나가와현령(1871년), 지세(地租) 개정 국장(1872년) 등을 역임하지만, 삿초 파벌 정부의 현 상태에 분노, 관직을 사퇴한다. 이 사이 1872년(메이지 5년) 부인이 죽고, 다음 해에 료코와 결혼하였다. 오사카 회의(1875년)에서 정부와 민권파가 타협하여, 그 일환으로 설치된 원로원 의관이 된다.

### 투옥과 유럽 유학
1877년의 세이난 전쟁 당시, 도사(土佐) 릿시 사의 하야시 유조, 오에 다쿠등이 정부전복을 꾀했고, 무쓰는 도사파와 연락을 하고 있었다. 다음해에 이 일이 발각되어, 금고 5년 형을 받아, 투옥되었다.
야마가타 감옥에 수용된 무쓰는, 아내 료코에게 편지를 쓰는 한편, 저서를 저술, 영국의 공리주의 철학자 제러미 벤담 저작의 번역에도 몰두하였다. 출옥한 뒤인 1883년에 제러미 벤담의 《도덕 및 입법의 여러 원리》(Principles of Moral and Legislation)는 리가쿠 마사무네(利学正宗)라는 이름으로 간행되었다. 야마가타 감옥이 화재가 났을 당시, 무쓰가 타죽었다는 오보가 퍼졌지만, 오보라는 사실을 알자, 1878년 이토 히로부미가 모든 수단을 동원하여 당시 시설이 더욱더 잘 갖춰진 궁성 감옥으로 이동시켰다.
1883년 1월 특사에 의해 출옥, 이토 히로부미의 권유로 유럽으로 유학을 간다. 1884년 런던에 도착한 무쓰는 서양 근대사회의 구조를 알기 위해 맹렬히 공부하였다. 런던에서 무쓰가 쓴 노트가 지금도 7권이 남아있다. 내각제도의 구조는 어떤 것인지, 회의는 어떤 방식으로 운영되는지, 민주정치의 선진국인 영국이, 오랜 세월을 걸쳐 창출해낸 여러 지식과 지혜를 흡수하였다. 또한, 빈에서는 로렌츠 폰 슈타인의 국가학을 배웠다.

### 정계로의 복귀
1886년 2월에 귀국, 10월에는 일본 외무성에 출사하였다. 1888년, 미국 주재 공사가 되어, 같은 해, 주미 공사겸 주멕시코 공사로써, 멕시코와의 사이에서 일본 최초의 평등 조약인 일본 멕시코 수호통상조약을 체결하는 데 성공한다.
귀국 후, 야마가타 아리토모내각의 농상무성 대신에 취임. 1890년, 대신에 재임 중에 제 1회 중의원 의회 총선거에서 와카야마 현 제 1구에 출마, 당선하여 1기를 역임했다. 무쓰의 입각은 농상무성 대신보다는 오히려 제 1회 제국회의의 원활한 진행이 기대되었다. 실제로 초대 중의원 의장 나카지마 노부유키는 가이엔타이 시절부터 친구였으며, 또한 예전에 부하였던 자유당의 실력자 호시 도오루와는 친교가 두터웠기 때문에, 회의 대책에 많은 도움을 주었다. 또한, 이때 농상무 대신 비서가 심복 하라 다카시이다.
1891년에 아시오 광독 사건을 둘러싼 제국 회의에서 다나카 쇼조에게서 질문 주의서(質問主意書)를 받지만, 질문의 취지를 이해할 수 없다고 회답한다. 같은 해 5월 성립된 마쓰카타 마사요시내각에 유임, 내각규약을 제안, 스스로 정무 부장이 되었지만 사쓰마 파와의 충돌로 인해 사임하였다. 11월, 고토 쇼지로나 오에 다쿠, 오카자키 구니스케의 협력으로 일간 신문『寸鉄』를 간행, 본인이 참여하고 있는 마쓰카타 내각을 비판, 1892년 3월, 사직하여 추밀원고문관이 된다.

### 외무대신 시대
그 후, 제2차 이토 내각을 맞이하여 외무대신으로 취임한다.
1894년 영국과 영일통상항해조약을 체결하였다.
막말 이래의 불평등조약인 치외법권 철폐에 성공한다. 이후 미국과도 같은 조약에 조인, 독일, 이탈리아, 프랑스 등과도 마찬가지로 조약을 개정하였다. 무쓰가 외무대신으로 있던 시대에, 불평등 조약을 체결했던 15개국 모두와의 조약 개정（치외법권 철폐）을 이루었다.
한편, 같은 해 5월에 조선에서 동학 농민 운동이 시작되면 청나라의 출병에 대한 대항으로 파병, 7월 23일 조선의 궁을 점거하여 친일정권을 수립, 25일에는 풍도 해전으로 청일 전쟁이 개시, 영국, 러시아의 중립화에도 성공하였다. 이 개전 외교는 영국과의 협조를 유지한 채, 청에 대해 강경 노선을 진행시킨 가와카미 소로쿠참모 차장의 전략과, 서로 공모한 점에서 ‘무쓰 외교’라는 이름을 얻게 된다.
전승 후에는 이토 히로부미와 같이1895년, 시모노세키 조약을 조인, 전쟁을 일본에게 유리한 조건으로 종결지었다. 하지만 러시아, 독일, 프랑스의 삼국 간섭으로 인해 랴오둥반도를 청나라에게 돌려주게 된다.
전부터 무쓰는 폐결핵을 앓고 있어, 삼국 간섭이 도래할 때, 이 난제를 둘러싸고 각의가 행해진 때, 무쓰는 병상에 있었다. 1896년, 외무대신을 사퇴, 오이소(大磯)별저, 하와이에서 요양생활을 보낸다. 이 사이, 잡지『世界之日本』를 간행하였다.
1897년 8월 24일, 폐결핵으로 인해 니시가하라 본저택(옛 후루카와 정원)에서 향년 54세로 사망하였다.

## 저서, 서한
- 1892년부터 집필 개시한《건건록》（蹇々録, ISBN 89-08-02051-9）은 청일전쟁, 삼국 간섭의 처리에 관해 기술한 것으로, 외무성의 기밀문서를 인용하였기 때문에 오랫동안 비공개되었고, 1929년 처음으로 발간되었다.
- 1952년 무쓰가는 일본 국립국회도서관에 서한과 서류를 기증하였다. 이토 히로부미, 산조 사네토미, 야마가타 아리토모 등 주요 정치가 60명 이상의 서한과, 대부분의 외교관계 서류이다.